# Moussem
Moussem (ou mussem; em árabe: الموسم;), ou waada na Argélia  é o termo usado no Magrebe, principalmente em Marrocos e no oeste argelino, para designar uma festa regional anual, em que geralmente se junta a celebração religiosa de um marabuto (santo) adorado localmente, a atividades festivas e comerciais. São eventos muito concorridos, a que podem acorrer pessoas de locais muito distantes.